# Only Teardrops
Only Teardrops is een single van de Deense zangeres Emmelie de Forest. Het is het winnende liedje van het Eurovisiesongfestival 2013 in Malmö, Zweden. Het is de derde overwinning voor Denemarken. Het nummer is geschreven door Lisa Cabble, Julia Fabrin Jakobsen en Thomas Stengaard. Ook is het het enige liedje dat al, voor dat het gezongen is op het festival, in een ander land in de hitlijsten heeft gestaan. Only Teardrops stond namelijk al in twee hitlijsten (de Physical Chart en de Radio Songs Chart) in Roemenië. De Forest won als grote favoriet de eerste halve finale, waarna ze de finale ook overtuigend wist te winnen.

## Hitnoteringen
| Hitlijst               | Datum van binnenkomst | Hoogste positie | Aantal weken | Laatste notering |
| ---------------------- | --------------------- | --------------- | ------------ | ---------------- |
| Single Top 100         | 18-05-2013            | 4               | 11           | 27-07-2013       |
| Nederlandse Top 40     | 25-05-2013            | 14              | 8            | 13-07-2013       |
| Vlaamse Ultratop 50    | 25-05-2013            | 11              | 7            | 13-07-2013       |
| Vlaamse Radio 2 Top 30 | 25-05-2013            | 8               | 11           | 10-08-2013       |
| Waalse Ultratop 50     | 25-05-2013            | 26              | 2            | 01-06-2013       |
| Australische Top 50    | 02-06-2013            | 47              | 1            | 02-06-2013       |
| Deense Top 40          | 24-05-2013            | 1               | 17           | 26-07-2013       |
| Duitse Top 100         | 01-06-2013            | 5               | 12           | 17-08-2013       |
| Finse Top 20           | 25-05-2013            | 17              | 1            | 25-05-2013       |
| Franse Top 200         | 25-05-2013            | 79              | 2            | 01-06-2013       |
| Noorse Top 20          | 01-06-2013            | 9               | 2            | 08-06-2013       |
| Oostenrijkse Top 75    | 24-05-2013            | 7               | 7            | 05-07-2013       |
| Spaanse Top 50         | 19-05-2013            | 8               | 3            | 02-06-2013       |
| UK Singles Chart       | 25-05-2013            | 15              | 3            | 08-06-2013       |
| Zweedse Top 60         | 24-05-2013            | 3               | 13           | 16-08-2013       |
| Zwitserse Top 75       | 02-06-2013            | 3               | 5            | 30-06-2013       |

### Nederlandse Top 40
| Hitnotering: 25-05-2013 t/m 13-07-2013 | Hitnotering: 25-05-2013 t/m 13-07-2013 | Hitnotering: 25-05-2013 t/m 13-07-2013 | Hitnotering: 25-05-2013 t/m 13-07-2013 | Hitnotering: 25-05-2013 t/m 13-07-2013 | Hitnotering: 25-05-2013 t/m 13-07-2013 | Hitnotering: 25-05-2013 t/m 13-07-2013 | Hitnotering: 25-05-2013 t/m 13-07-2013 | Hitnotering: 25-05-2013 t/m 13-07-2013 | Hitnotering: 25-05-2013 t/m 13-07-2013 |
| Week:                                  | 1                                      | 2                                      | 3                                      | 4                                      | 5                                      | 6                                      | 7                                      | 8                                      |                                        |
| -------------------------------------- | -------------------------------------- | -------------------------------------- | -------------------------------------- | -------------------------------------- | -------------------------------------- | -------------------------------------- | -------------------------------------- | -------------------------------------- | -------------------------------------- |
| Positie:                               | 28                                     | 15                                     | 14                                     | 17                                     | 22                                     | 27                                     | 35                                     | 39                                     | uit                                    |

### Nederlandse Single Top 100
| Positie: | 36 | 4 | 17 | 31 | 47 | 55 | 63 | 64 | 74 | 78 | 94 | uit |

## Tracklist
1. Only teardrops - 3:03

## Beschuldiging van plagiaat
Na de wedstrijd ontstond polemiek over het winnende lied: de melodie in de intro zou mogelijk geplagieerd zijn van het lied "I surrender" uit 2002 van K-otic. K-otic-lid Bart Voncken ziet er zelf echter geen plagiaat in.

## Trivia
Bij dit lied werd de zangeres begeleid op twee speciaal gemaakte trommels van de instrumentfabriek Majestic in Nijehaske, Friesland.
1956: Refrain · 
1957: Net als toen · 
1958: Dors, mon amour · 
1959: 'n Beetje · 
1960: Tom Pillibi · 
1961: Nous les amoureux · 
1962: Un premier amour · 
1963: Dansevise · 
1964: Non ho l'età · 
1965: Poupée de cire, poupée de son · 
1966: Merci, chérie · 
1967: Puppet on a string · 
1968: La la la · 
1969: Un jour, un enfant, De troubadour, Vivo cantando, Boom bang-a-bang · 
1970: All kinds of everything · 
1971: Un banc, un arbre, une rue · 
1972: Après toi · 
1973: Tu te reconnaîtras · 
1974: Waterloo · 
1975: Ding-a-dong · 
1976: Save your kisses for me · 
1977: L'oiseau et l'enfant · 
1978: A-ba-ni-bi · 
1979: Hallelujah · 
1980: What's another year · 
1981: Making your mind up · 
1982: Ein bißchen Frieden · 
1983: Si la vie est cadeau · 
1984: Diggi-loo diggi-ley · 
1985: La det swinge · 
1986: J'aime la vie · 
1987: Hold me now · 
1988: Ne partez pas sans moi · 
1989: Rock me · 
1990: Insieme: 1992 · 
1991: Fångad av en stormvind · 
1992: Why me? · 
1993: In your eyes · 
1994: Rock 'n' roll kids · 
1995: Nocturne · 
1996: The voice · 
1997: Love shine a light · 
1998: Diva · 
1999: Take me to your heaven · 
2000: Fly on the wings of love · 
2001: Everybody · 
2002: I wanna · 
2003: Everyway that I can · 
2004: Wild dances · 
2005: My number one · 
2006: Hard rock hallelujah · 
2007: Molitva · 
2008: Believe · 
2009: Fairytale · 
2010: Satellite · 
2011: Running scared · 
2012: Euphoria · 
2013: Only teardrops · 
2014: Rise like a phoenix · 
2015: Heroes · 
2016: 1944 · 
2017: Amar pelos dois · 
2018: Toy · 
2019: Arcade · 
2021: Zitti e buoni · 
2022: Stefania · 
2023: Tattoo · 
2024: The code